# Pyrolobus fumarii
O Pyrolobus fumarii é uma espécie de micróbio capaz de viver em fendais termais no oceano, suportando temperaturas que chegam até 130 °C.